# مارک کلین
مارک کلین تکنسین سابق ای‌تی‌اندتی است که برای نظارت، ضبط و پردازش مخابرات آمریکا، دانش شرکتش را در زمینه نصب و راه‌اندازی سخت‌افزار شبکه در اختیار آژانس امنیت ملی قرار داد. پوشش رسانه‌ای پس از آن به یک داستان بزرگ در مه ۲۰۰۶ تبدیل شد.
به خاطر اقداماتش، بنیاد مرزهای الکترونیکی کلین را به عنوان یکی از برندگان جوایز پیشگامان ۲۰۰۸ خود انتخاب کرد.
مارک کلین بیش از ۲۲ سال به ای‌تی اند تی خدمت کرد. در این شرکت کارش را به عنوان تکنسین ارتباطات در نیویورک آغاز کرد، جایی که او از نوامبر ۱۹۸۱ تا مارس ۱۹۹۱ باقی ماند، سپس تا ۱۹۹۸ در همان مقام در کالیفرنیا به کارش ادامه داد. از ژانویه ۱۹۹۸ تا اکتبر ۲۰۰۳، کلین به عنوان دستیار شبکه رایانه‌ای در سانفرانسیسکو مشغول به کار بود. از اکتبر ۲۰۰۳ تا مه ۲۰۰۴ به سمت تکنسین ارتباطات بازگشت، که بعد از آن در مه ۲۰۰۴ بازنشست شد.

## زندگی شخصی و مرگ
کلین درکنار همسرش لیندا تورستون درگذشت. کلین در ۸ مارس ۲۰۲۵ در سن ۷۹ سالگی بر اثر سرطان لوزالمعده در اوکلند درگذشت.